# 国民議会 (チリ)
国民議会（こくみんぎかい、スペイン語: Congreso Nacional de Chile）は、チリの立法府である。

## 概要
上院に相当する元老院と下院に相当する代議院の両院で構成する。